# Leptostraki
Leptostraki (znanstveno ime Leptostraca, iz grških besed za tanek in lupina ) so red majhnih morskih rakov. Predstavnike najdemo v vseh svetovnih oceanih, prehranjujejo se s precejanjem vode (so filtratorji). Leptostraki so edini še živeč red v podrazredu Phyllocarida in verjetno predstavljajo najbolj primitivne predstavnike višjih rakov. Najstarejše fosilne ostanke datirajo v kambrij.

## Opis
V splošnem so leptostraki majhni raki, dolgi od 5 do 15 mm. Od ostalih višjih rakov se ločijo po tem, da je njihov zadek grajen iz osmih členov namesto šestih. Na glavi imajo sestavljene oči na pecljih, dva para tipalnic (en dvovejnat, en enovejnat) in par mandibul, vendar brez maksilipedov.. Koš (karapaks) je velik in dvoloputast, prekriva glavo in oprsje ter večino oprsnih nog (torakopodov), služi tudi kot valilna vrečka za razvijajoče se mladice. Prvih šest členov zadka nosi zadkove nožice (pleopode), na osmem pa je par furk, ki sta verjetno homologni uropodom pri ostalih rakih.
Na mehkih, listastih torakopodih so škrge, leptostraki pa dihajo tudi skozi dihalno membrano na notranji površini koša. Pravkar izlegle ličinke so podobne odraslim živalim, le da nimajo razvitega koša.

## Klasifikacija
Po trenutno veljavni klasifikaciji uvrščamo leptostrake med višje rake, štejemo jih za sestrsko skupino podrazredu Eumalacostraca.
Red delimo na tri družine, te pa dalje na deset rodov s skupno okrog 40 opisanimi vrstami:
| Vrsta                                                  | Družina         | Razširjenost                                   |
| ------------------------------------------------------ | --------------- | ---------------------------------------------- |
| Nebaliopsis typica Sars, 1887                          | Nebaliopsididae | južna polobla                                  |
| Pseudonebaliopsis atlantica Petryachov, 1996           | Nebaliopsididae | severni Atlantik                               |
| Nebalia antarctica Dahl, 1990                          | Nebaliidae      | Antarktika                                     |
| Nebalia bipes Fabricius, 1780                          | Nebaliidae      | Arktika in sub-Arktika                         |
| Nebalia borealis Dahl, 1985                            | Nebaliidae      | severovzhodni Atlantik                         |
| Nebalia brucei Olesen, 1999                            | Nebaliidae      | Tanzanija                                      |
| Nebalia cannoni Dahl, 1990                             | Nebaliidae      | Južna Georgia                                  |
| Nebalia capensis Barnard, 1914                         | Nebaliidae      | Južna Afrika                                   |
| Nebalia clausi Dahl 1985                               | Nebaliidae      | Italija                                        |
| Nebalia dahli Kazmi & Tirmizi, 1989                    | Nebaliidae      | Pakistan                                       |
| Nebalia daytoni Vetter, 1996                           | Nebaliidae      | Kalifornija                                    |
| Nebalia falklandensis Dahl, 1990                       | Nebaliidae      | Falklandski otoki                              |
| Nebalia geoffroyi Milne-Edwards, 1828                  | Nebaliidae      | severovzhodni Atlantik                         |
| Nebalia gerkenae Haney and Martin, 2000                | Nebaliidae      | Kalifornija                                    |
| Nebalia herbstii Leach, 1814                           | Nebaliidae      | severovzhodni Atlantik                         |
| Nebalia hessleri Martin et al., 1996                   | Nebaliidae      | Kalifornija                                    |
| Nebalia ilheoensis Kensley, 1976                       | Nebaliidae      | jugozahodna Afrika                             |
| Nebalia kensleyi Haney & Martin, 2005                  | Nebaliidae      | Kalifornija                                    |
| Nebalia kocatasi Kocak, Moreira, Katagan, 2007         | Nebaliidae      | Sredozemsko morje                              |
| Nebalia lagartensis Escobar & Villalobos-Hiriart, 1995 | Nebaliidae      | Mehika                                         |
| Nebalia longicornis Thomson, 1879                      | Nebaliidae      | južni Tihi ocean, Južna Afrika, Karibsko morje |
| Nebalia marerubi Wägele, 1983                          | Nebaliidae      | Rdeče morje                                    |
| Nebalia patagonica Dahl, 1990                          | Nebaliidae      | Magellanova regija Antarktike                  |
| Nebalia schizophthalma Haney, Hessler, Martin, 2001    | Nebaliidae      | zahodni Atlantik                               |
| Nebalia strausi Risso, 1826                            | Nebaliidae      | severovzhodni Atlantik, Sredozemsko morje      |
| Nebalia troncosoi Moreira, Cacabelos, Dominguez, 2003  | Nebaliidae      | Španija                                        |
| Nebaliella antarctica Thiele, 1904                     | Nebaliidae      | Kerguelenovi otoki, Nova Zelandija             |
| Nebaliella brevicarinata Kikuchi & Gamô, 1992          | Nebaliidae      | Antarktika                                     |
| Nebaliella caboti Clark, 1932                          | Nebaliidae      | Cabotova ožina, New Jersey                     |
| Nebaliella declivatas Walker-Smith, 1998               | Nebaliidae      | Avstralija                                     |
| Nebaliella extrema Thiele, 1905                        | Nebaliidae      | Antarktika                                     |
| Dahlella caldariensis Hessler, 1984                    | Nebaliidae      | vzhodnoatlantski greben                        |
| Sarsinebalia cristobi Moreira, Gestoso, Troncoso, 2003 | Nebaliidae      | severovzhodni Atlantik                         |
| Sarsinebalia typhlops (Sars, 1870)                     | Nebaliidae      | severni Atlantik, Avstralija                   |
| Sarsinebalia urgorrii Moreira, Gestoso, Troncoso, 2003 | Nebaliidae      | severovzhodni Atlantik                         |
| Speonebalia cannoni Bowman, Yager and Iliffe, 1985     | Nebaliidae      | Otočji Turks in Caicos                         |
| Levinebalia fortunata (Wakabara, 1976)                 | Paranebaliidae  | Nova Zelandija                                 |
| Levinebalia maria Walker-Smith, 2000                   | Paranebaliidae  | Avstralija                                     |
| Paranebalia belizensis Modlin, 1991                    | Paranebaliidae  | Belize                                         |
| Paranebalia longipes (Willemöes-Suhm, 1875)            | Paranebaliidae  | Atlantski, Tihi in Indijski ocean              |
| Saronebalia guanensis Haney and Martin, 2004           | Paranebaliidae  | Britanski Deviški otoki                        |